# Cesare Facchinetti

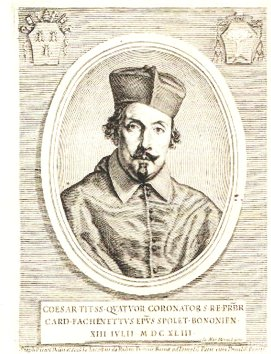
Kardinal Cesare Facchinetti (1663)

Kardinalswappen (schemat. Darstellung)

Cesare Facchinetti (* 29. September 1608 in Bologna; † 30. Januar 1683 in Rom) war ein Kardinal der katholischen Kirche.

## Biografie
Der Sohn des Marchese Ludovico, der residierender Vertreter Bolognas am römischen Hof war, und der Violante Austriaca di Correggio war Großneffe von Innozenz IX. und Neffe des Kardinals Giovanni Antonio Facchinetti de Nuce († 1606). 1628 erwarb er den Doktor in Rechtswissenschaften, 1632 ging er auf Drängen seines Vaters nach Rom, um eine Karriere an der Kurie zu beginnen. Seinen Aufstieg verdankte er den engen Beziehungen, die er zu den Barberini, vor allem zum Kardinalnepoten Francesco Barberini, knüpfen konnte. Zunächst wurde er zum referendarius utriusque signaturae ernannt, zudem arbeitete er in den Folgejahren als Prälat der Kongregation der Guten Regierung und einigen anderen römischen Kongregationen. 1639 wurde Facchinetti zum Bischof geweiht und wirkte sodann von 1639 bis 1642 als Apostolischer Nuntius und Titularerzbischof von Tamiathis am spanischen Hof in Madrid. Er war dort zunächst außerordentlicher Vertreter für den Abschluss eines antitürkischen Bündnisses, das nicht zustande kam, dann als Nachfolger Lorenzo Campeggis, dem er später auch als Bischof von Senigallia folgen sollte.
Nach Rom zurückgekehrt, bekleidete er von 1642 bis 1643 das Amt des Sekretärs der Kongregation für die Bischöfe und Ordensleute. Am 13. Juli 1643 wurde er von Papst Urban VIII. in das Kardinalskollegium aufgenommen. Ihm wurde die Titelkirche Santi Quattro Coronati zugewiesen, 1671 wechselte er nach San Lorenzo in Lucina. Er war von 1643 bis 1655 Bischof von Senigallia. Da er nach dem Tode Urbans VIII. 1644 und der Niederlage der Barberini an der Kurie keine Rolle mehr spielen konnte, widmete er sich über zwei Jahrzehnte lang vorwiegend den pastoralen Aufgaben in seinen jeweiligen Bistümern, kehrte aber regelmäßig für längere Aufenthalte nach Rom zurück. Auch Kontakte nach Spanien erhielt er aufrecht. Erzbischof von Spoleto war Facchinetti von 1655 bis 1672, Kardinalbischof von Palestrina von 1672 bis 1683, von Porto und Santa Rufina von 1679 bis 1680. Als Dekan des Kardinalskollegiums war er zudem Kardinalbischof von Ostia von 1680 bis 1683. Im Zeitraum von 1679 bis zu seinem Tode stand der Kardinal der Kongregation der Heiligen Inquisition als Sekretär vor.
Er starb am 30. Januar 1683 gegen 9 Uhr morgens an Nierensteinen und wurde in der Kirche Santa Maria della Scala in Rom beigesetzt.

## Wirkung
Als Mäzen ist er nicht besonders hervorgetreten, auch wenn ihm der Jesuit Honoré Fabri 1655 seine Dialogi physici widmete, in denen er den Kardinal als Vertreter des kopernikanischen Weltbildes auftreten ließ. Im Interesse der Familienpolitik gelang es ihm mit Unterstützung der Barberini, eine Ehe zwischen seiner einzigen Cousine Violante Facchinetti und Giambattista Pamphili zu arrangieren.